# Crucea de la Chirana
Crucea de la Chirana, numită și „Crucea Înaltă”, este un monument istoric aflat pe teritoriul satului Gura Ialomiței; comuna Gura Ialomiței.
Crucea, care împreună cu soclul are o înălțime de peste trei metri, are o ornamentație bogată și este de proporția celor două crucii de la poalele dealului Patriarhiei din București. Pe cruce este scris cu litere slavone: „În numele tatălui și al Fiului și al Sf. Duh ridicatu-sa și înfrumusețatu-s-a această cinstită cruce în zilele și spre cinstea lui Matei Basarab Voievod și a soției sale Elena întru…… când preumblatu-s-a pe aici” (descifrată de preotul Iulian Munteanu). Desigur crucea a fost ridicată în cinstea lui Matei Basarab și a doamnei Elena, în amintirea vizitei lor la Cetatea de Floci, care în vremea aceea era în floarea comerțului.
Monumentul este înscris în Lista monumentelor istorice 2010 - Județul Ialomița - la nr. crt. 213, cod LMI IL-IV-m-A-14178.